# デービッド・シュルキン
デイヴィッド・ジョナソン・シュルキン（英語: David Jonathon Sulking、1959年6月22日 - ）は、アメリカ合衆国の医師・政治家。ドナルド・トランプ政権で9代目アメリカ合衆国退役軍人長官を務めた。45代目アメリカ合衆国大統領ドナルド・トランプによってアメリカ合衆国退役軍人長官に指名され、2月13日にアメリカ上院で正式に承認された後に、翌日に9代目アメリカ合衆国退役軍人長官に就任した。バラク・オバマ政権ではアメリカ合衆国退役軍人省次官を務めていた。

## 経歴
1959年6月22日に軍の精神科医をしていた父の任地であるアメリカのイリノイ州フォート・シェリダンに誕生した。マサチューセッツ州のハンプシャー大学で1982年に学士号を得た。ペンシルベニア医学大学（その後ドレクセル大学医学部に統合される）で1986年に医師免許を取得。その後イェール大学医学部でインターン研修を行い、ピッツバーグ大学メディカルセンターで研修医として勤務し、専門医研修を積んだ。皮膚科医のマルレ・バリと結婚した。
2015年3月18日にバラク・オバマ大統領により指名され、7月6日にアメリカ合衆国退役軍人省次官に就任した。
ベッカーズ病院レビューにおいて、病院及び病院システムにおける内科医の100名のトップリーダーの1人に選ばれた。

### アメリカ合衆国退役軍人省長官
2017年1月11日にドナルド・トランプ次期大統領によってアメリカ合衆国退役軍人長官に指名された。トランプ次期大統領は「我が国の退役軍人の待遇は最悪で、退役軍人病院ではがん患者も医者に診てもらうまでに十数日も待たねばならない。シュルキン氏の統率の下で、こうした状況を解消する」とデービッド・シュルキンの役割を述べた。
トランプ次期大統領はシュルキンについて、とてつもない才能を持った医師で、医学のエリートだと評した。
2017年2月13日にアメリカ合衆国上院はシュルキンをアメリカ合衆国退役軍人長官に充てる人事を全会一致で承認した。宣誓式は翌2月14日にマイク・ペンス副大統領の立ち合いで行われた。シュルキンの父親は軍の精神科医であったし、祖父2人は退役軍人であった。宣誓式で「私たちは沢山の仕事があり、それを長官としてやろうとしている」とシュルキンは述べた。
シュルキン退役軍人長官は2017年5月31日の記者会見で、退役軍人は30以上のVA施設（退役軍人用）で60日以上待たされている、治療が急がれる場合でもヘルスケアの推奨に対して10回に1回は予約が取れなかったと述べた。
2018年3月28日にトランプ大統領によってアメリカ合衆国退役軍人長官を解任された。デンマークとイギリスを公式訪問した際に公費で観光やショッピングをしていたことなどが問題視された。